# И никто на свете...
«И никто на свете...» — советский художественный фильм 1985 года, снятый режиссёром Владимиром Довганем по сценарию, написанному совместно с Владимиром Осляком и Сергеем Белошниковым на «Киностудии имени А. Довженко».
Премьера фильма состоялась 3 ноября 1986 года. Картину посмотрели 900 тыс. зрителей за первый год демонстрации.

## Сюжет
Во время Второй мировой войны на маленькой железнодорожной станции происходит бой, где старшина Жигарев защищает мост от немецких войск. Он пытается помочь немецкому антифашисту Юргену и его сыну, но всё заканчивается трагически. В итоге, Жигарев взрывает мост, спасая своих товарищей и погибая сам.

## В ролях
- Андрей Болтнев — Павел Клименко, полковой комиссар
- Владимир Волков — Павел Жигарёв, старшина
- Хаген Хеннинг — Отто Риттель
- Валерий Юрченко — Юрген Риттель
- Станислав Садальский — Геша Мозжерин
- Юрий Гребельник — Миша Белоус
- Юрий Ступаков — Фома Кузьмич, дед-санитар
- Николай Олейник — Матюшенко
- Язгельды Пирмедов — Аймамед Джаллыев
- Эдуард Соболев — Степа Козьмин
- Владимир Костюк — Тюрин
- Вадим Кириленко — Земцов
- Алексей Довгань — Коля Гвоздев
- Олег Севастьянов — Соболевский
- Оксана Григорович — Ольга Даниловна, военврач
- Виктория Корсун — Олена
- Леонид Яновский — майор

## Съёмочная группа
- Режиссёр: Владимир Довгань
- Сценаристы: Владимир Осляк, Владимир Довгань, Сергей Белошников
- Оператор: Вадим Верещак
- Художник: Вульф Агранов
- Звукооператор: Анатолий Чернооченко
- Композитор: Вячеслав Назаров